# استر آرکین
استر آرکین (به انگلیسی: Esther Arkin) یک ریاضیدان و دانشمند رایانه اسرائیلی-آمریکایی است که علائق تحقیقاتی او شامل تحقیق در عملیات، هندسه محاسباتی، بهینه سازی ترکیبی، و طراحی و تجزیه و تحلیل الگوریتم‌ها است. او استاد ریاضیات کاربردی و آمار در دانشگاه استونی بروک است. در استونی بروک، او همچنین برنامه کارشناسی در ریاضیات کاربردی و آمار را تنظیم کرد، و یکی از اعضای هیئت علمی وابسته به گروه علوم رایانه است.

## تحصیلات و شغل
آرکین در سال ۱۹۸۱ از دانشگاه تل آویو فارغ‌التحصیل شد. او در سال ۱۹۸۳ مدرک کارشناسی ارشد و پی‌اچ‌دی را در سال ۱۹۸۶  از دانشگاه استنفورد دریافت کرد. پایان‌نامه دکترایش درباره پیچیدگی مسائل چرخه و مسیر در نمودارها را تحت نظارت کریستوس پاپادمیتریو تنظیم کرد. او به عنوان استاد دعوت‌شده در دانشگاه کرنل مدتی مشغول تدریس بود، تا اینکه در سال ۱۹۹۱ به دانشکده استونی بروک پیوست.